# Citidina
La citidina è un nucleoside composto dalla base azotata pirimidinica citosina a cui è attaccato un anello di ribosio (o ribofuranosio) attraverso un legame β-N1-glicosidico.
Se la citosina è attaccata ad un anello di deossiribosio, si ha la molecola di deossicitidina.

## Nucleosidi analoghi
- Zebularina